# Triammatus waigeuensis
Triammatus waigeuensis là một loài bọ cánh cứng trong họ Cerambycidae.